# Hippocephala argentistriata
Hippocephala argentistriata là một loài bọ cánh cứng trong họ Cerambycidae.